# Manuela Berchtold
Manuela Berchtold (* 27. Mai 1977 in Sydney) ist eine ehemalige australische Freestyle-Skierin. Sie war auf die Disziplinen Moguls und Dual Moguls (Buckelpiste) spezialisiert und nahm an zwei Olympischen Winterspielen sowie drei Freestyle-Skiing-Weltmeisterschaften teil.

## Werdegang
Berchtold nahm in den ersten Jahren ihrer Karriere vorwiegend an Continentalen-Rennen teil. Dabei holte sie in der Saison 1994/95 im Nor-Am-Cup zwei Siege in der Kombination und gewann damit die Gesamtwertung. Im Freestyle-Skiing-Weltcup startete sie im März 1997 in Zauchensee, wobei sie den 22. Platz im Moguls errang. Bei den Weltmeisterschaften 2001 in Whistler kam sie auf den 27. Platz im Moguls sowie auf den 17. Rang im Dual Moguls und bei den Olympischen Winterspielen 2002 in Salt Lake City auf den 27. Platz im Moguls. In der Saison 2002/03 erreichte sie mit dem zehnten Platz im Moguls in Madonna di Campiglio ihre erste Top-Zehn-Platzierung im Weltcup und zum Saisonende mit dem 23. Platz im Moguls-Weltcup ihr bestes Gesamtergebnis. Beim Saisonhöhepunkt, den Weltmeisterschaften 2003 in Deer Valley, belegte sie den 21. Platz im Moguls und den 17. Rang im Dual Moguls. In der folgenden Saison errang sie mit dem achten Platz im Moguls in Lake Placid ihr bestes Ergebnis im Weltcup und zum Saisonende den 24. Platz im Moguls-Weltcup. Bei den Weltmeisterschaften 2005 in Ruka kam sie auf den 23. Platz im Moguls sowie auf den 17. Rang im Dual Moguls und bei den Olympischen Winterspielen 2006 in Turin auf den 14. Platz im Moguls. Ihren 42. und damit letzten Weltcup absolvierte sie im Januar 2006 in Madonna di Campiglio, welchen sie auf dem neunten Platz im Moguls beendete.

## Erfolge

### Olympische Spiele
- 2002 Salt Lake City: 27. Platz Moguls
- 2006 Turin: 14. Platz Moguls

### Weltmeisterschaften
- 2001 Whistler: 17. Platz Dual Moguls, 27. Platz Moguls
- 2003 Deer Valley: 17. Platz Dual Moguls, 21. Platz Moguls
- 2005 Ruka: 17. Platz Dual Moguls, 23. Platz Moguls

### Weltcupwertungen
| Saison  | Gesamt | Gesamt | Moguls | Moguls | Dual Moguls | Dual Moguls |
| Saison  | Platz  | Punkte | Platz  | Punkte | Platz       | Punkte      |
| ------- | ------ | ------ | ------ | ------ | ----------- | ----------- |
| 1998/99 | 56.    | 1      | 35.    | 4      | 31.         | 4           |
| 2000/01 | 58.    | 14     | 30.    | 56     | -           | -           |
| 2001/02 | 61.    | 17     | 28.    | 104    | 27.         | 8           |
| 2002/03 | 61.    | 29     | 23.    | 204    | 27.         | 4           |
| 2003/04 | 73.    | 8      | 24.    | 112    | -           | -           |
| 2004/05 | 79.    | 6      | 26.    | 67     | -           | -           |
| 2005/06 | 93.    | 6      | 28.    | 69     | -           | -           |

### Nor Am Cup
- 3 Podestplätze, davon 2 Siege
- Saison 1994/95: 1. Platz Gesamtwertung, 2. Platz Kombination-Disziplinenwertung